# Statue de Louis XIII
La statue de Louis XIII est une sculpture en marbre de Guillaume Berthelot. Elle est, grâce à une quittance réalisée par l'artiste et que l'on a conservée, datée des environs de 1635. Elle représentait à l’origine le roi Louis XIII en pied, dans la posture de l’imperator. Elle est aujourd’hui conservée de façon fragmentaire au musée Sainte-Croix de Poitiers. La statue mesure environ 140 cm de haut en l’état actuel, mais on estime qu’elle aurait pu atteindre 220 à 240 cm du temps où elle avait encore ses bras et ses jambes.

## L’œuvre dans la carrière de Guillaume Berthelot
Formé à Rome, où il travaille notamment pour les Borghèse, Guillaume Berthelot devient l’un des sculpteurs favoris de la reine mère Marie de Médicis. Le cardinal de Richelieu lui commande dans un premier temps plusieurs statues d'apôtres pour l’église de la Sorbonne à Paris. En 1626, il lui passe commande d’une première statue à l’effigie de Louis XIII, représentant le souverain en Mars glorieux, pour orner le château de Limours. Il lui demande ensuite de réaliser deux des statues les plus célèbres du château de Richelieu à l’époque : La Renommée, une statue en bronze aujourd’hui disparue, et une seconde statue en marbre, à l’effigie de Louis XIII.

## Iconographie
Cette sculpture, en marbre blanc finement veiné de gris bleuté, représentait à l’origine le roi Louis XIII en pied. Elle est aujourd'hui conservée dans un état partiel, seuls la tête et le buste ayant été retrouvés.
Le sculpteur a traité les volumes en masse, de façon assez dense. Les cheveux, de même que la moustache, sont par exemple sculptés en grosses mèches compactes. Les lèvres sont assez épaisses et les vertus sur les lambrequins paraissent assez lourdes et vigoureuses.
La tête du roi est dans un assez mauvais état de conservation. Une restauration réalisée en 1854 a été jugée de très mauvaise qualité et a été supprimée en 2002. Le positionnement de la tête sur le torse, datant lui aussi de cette restauration, est aujourd'hui jugé peu satisfaisant par les experts et nécessiterait d’être repensé.
Malgré ces importantes lacunes, on peut voir que le roi, figuré en empereur conquérant, porte une cuirasse romaine et est coiffé d’une couronne de laurier.
Le Louis XIII de Berthelot rejette d’un geste un pan de son manteau fleurdelisé, doublé d’hermine, symbole du pouvoir des rois de France, agrafé sur son épaule droite. Il porte également autour de son cou l’ordre du Saint-Esprit. La ceinture et la cuirasse sont inspirées des représentations iconographiques des soldats romains, mais sont ornées de motifs chrétiens. Sur les lambrequins se trouvent des Vertus théologales et cardinales visant à glorifier le roi et son règne en incarnant ses qualités emblématiques et son programme politique. On reconnaît notamment la Force, tenant sa couronne, la Tempérance, versant de l’eau dans du vin, la Foi, tenant une croix, l’Espérance aux mains jointes, la Charité, allaitant des enfants, la Prudence, tenant un miroir, et la Justice, brandissant une épée. La ceinture, elle, est décorée des emblèmes du roi.
L’emplacement d’origine de la statue, dans une arcade ouverte, explique le grand soin accordé au traitement du dos, car celui-ci était visible depuis la cour du château. Cette position particulière permet également de mettre en évidence l’importante torsion du buste du souverain, dynamisé par un contrapposto. Le peintre et archéologue Georges Bouet remarque de plus que Berthelot a donné à cette statue beaucoup plus de mouvement qu’on n’en retrouve d’ordinaire dans la statuaire de l'époque.
Cette statue renouvelle ainsi la tradition sculpturale de l’imperator, donnant à l'œuvre une grande impression de vigueur et de puissance. On retrouve dans le traitement du visage, malgré sa grande détérioration, une certaine chaleur et un réalisme assez aigu, ainsi que des traits clairement individualisés. Ce style, assez italianisant, qui s’explique par la formation de Berthelot, correspond pleinement aux goûts du cardinal, comme le montrent ses nombreuses acquisitions d'œuvres italiennes.

## Historique de l’œuvre

### La commande pour le château de Richelieu

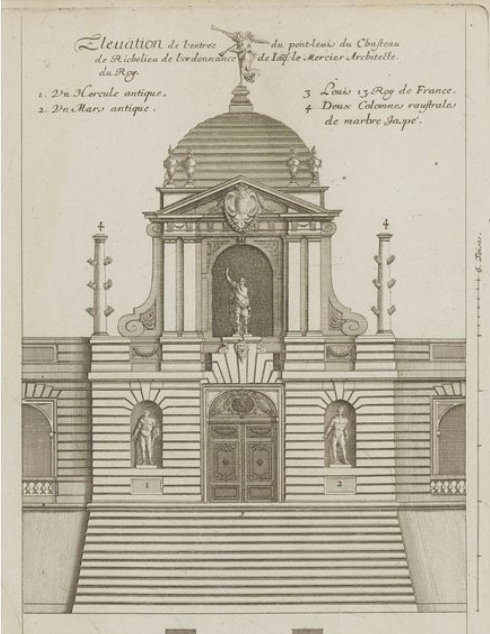
Pavillon d'entrée du château de Richelieu, burin de 1650, Le Magnifique château de Richelieu, en général et en particulier, Jean Marot.

Richelieu passe commande de la statue de Louis XIII afin d’orner la niche du pavillon d’entrée du château de Richelieu, surplombant le pont-levis. À l’origine, cette niche devait être occupée par les statues d’Henri IV et de Marie de Médicis, réalisées par Pierre Biard. Néanmoins, Richelieu n’apprécie plus le style de cet artiste et se tourne vers Berthelot, dont il préfère le travail, lui ayant déjà passé quelques commandes. Grâce à une quittance réalisée par le sculpteur, on sait qu’il travaillait à la réalisation de cette sculpture en 1635 mais qu’elle n’était pas encore achevée au mois de novembre. Le cardinal lui commande également l’allégorie de la Renommée, afin de couronner le dôme surmontant le pavillon d’entrée.
L’emplacement de la statue du Roi choisi par le cardinal permet d’annoncer le culte de la monarchie dès l’entrée monumentale, ce qui dans les années 1630 était assez courant pour les membres de l’aristocratie, permettant au propriétaire des lieux d’afficher son dévouement envers son souverain. De plus, en choisissant de mettre à l’honneur l’image royale dans la façade de son château, et en l’associant à ses propres armoiries, gravées au centre du fronton surmontant la niche royale, Richelieu insiste d’autant plus sur son rôle de serviteur de l’État.
Dès le début du XVIIIe siècle, cette statue avait quitté son emplacement d’origine, ayant été déplacée dans la cour du château, au-dessus de l’escalier central. À la suite de la Révolution, Jean-Lambert Tallien fut envoyé par la Convention pour récupérer l’ensemble des biens se trouvant encore dans le château de Richelieu. Il souhaitait dans un premier temps retirer la statue de Louis XIII de son emplacement, sans la faire tomber, afin de la conserver et de pouvoir ensuite la revendre. Cependant, la statue fut finalement détruite, répondant à une volonté de supprimer tous les signes de l’Ancien Régime.

### Le devenir de la statue après la Révolution Française
La statue fut donc tirée par une corde du haut de son emplacement et brisée en plusieurs morceaux. Elle gît alors sur le sol de la cour du château où elle est abandonnée, et ce n’est qu’en 1835 que le torse est retrouvé, par Thibaudeau, comme étant une statue de Louis XIII. En 1844, Charles de Chergé la fait acheter par la Société des Antiquaires de l’Ouest dont il est alors le président. Pour cela, il est aidé d’un financement du Ministre de l’Intérieur ainsi que de Prosper Mérimée. La tête de la statue, quant à elle, a servi de contrepoids à un tournebroche, avant d’être acquise par Chergé auprès d’un antiquaire tourangeau la même année. Les deux parties furent dans un premier temps déposées dans le baptistère Saint-Jean de Poitiers, puis en 1854 les sculpteurs Lécuyer père et fils entamèrent de premières restaurations. Ils remodelèrent en plâtre plusieurs parties du visage qui avaient été abîmées, à savoir le nez, la bouche et le menton, et réunirent la tête avec le torse. En 1878, la statue fragmentaire fut placée à l'Échevinage de Poitiers et le Père de la Croix fut le premier à identifier la signature du sculpteur, placée dans un pli de son manteau sous la forme de ses initiales “G.B”, comme étant celle de Berthelot.
La statue est aujourd'hui conservée au Musée Sainte-Croix de Poitiers.
C’est aujourd’hui l’un des rares vestiges que l’on conserve du château de Richelieu.

## La source d'inspiration majeure de la statue

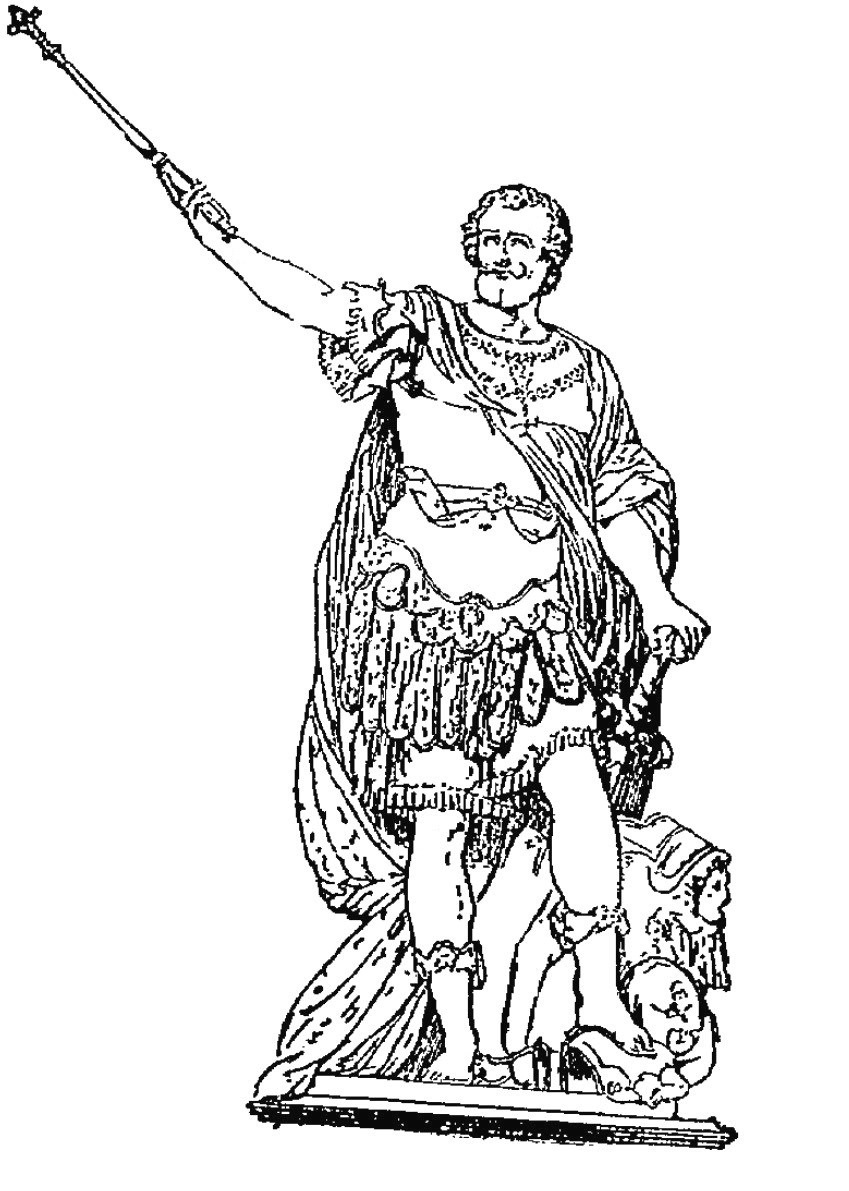
Gravure de la statue dHenri IV de Nicolas Cordier

Guillaume Berthelot s’inspire du bronze d’Henri IV réalisé par Nicolas Cordier à la basilique Saint-Jean du Latran, qu’il avait pu observer lors de son séjour à Rome entre 1610 et 1618 environ.
Les deux statues ont une attitude générale assez similaire. Les figures ont notamment le même bras levé, et le contrapposto de la statue d’Henri IV peut donner une idée de ce à quoi la statue de Berthelot devait ressembler à l’origine.
Du fait de ces ressemblances, les historiens de l’art prennent pour appui la statue de Nicolas Cordier pour essayer d’imaginer l’aspect original de la statue de Louis XIII. Ainsi, bien qu'on ignore réellement ce que le roi tenait dans son bras droit levé, certains historiens de l’art émettent l’hypothèse qu'il pouvait s'agir d'un sceptre. Ils se basent pour cela sur la statue d'Henri IV du Latran qui en possède un, et justifient alors cette hypothèse par la grande similitude de posture entre les deux statues. D’autres historiens de l’art se basent plutôt sur les deux seuls témoignages contemporains de la statue de Louis XIII, en décrivant un roi “victorieux”, tenant “une épée en main” et menaçant “ses ennemis”. Pour Vouhé notamment, cette dernière interprétation semble être confirmée par l’importante torsion du buste. Cependant, s’il tenait une épée, le Louis XIII de Berthelot aurait eu une attitude beaucoup plus guerrière que la statue de Cordier. On suppose aussi que le motif du trophée d’armes présent aux pieds de la statue d’Henri IV se retrouvait  au pied du marbre de Berthelot, où il devait jouer un important rôle de soutien, nécessaire pour équilibrer la statue.
Comme pour la statue de Louis XIII, Henri IV est représenté en imperator, mais les motifs présents sur les lambrequins sont très différents. Des dieux antiques sont en effet représentés, à l’inverse des vertus théologales et cardinales pour la statue de Louis XIII. Cela peut s’expliquer par une volonté de la part du cardinal de Richelieu d’exalter la figure du Roi Très Chrétien et de réaffirmer son rôle de garant de la foi chrétienne, et ce plus particulièrement dans une période de conflits entre catholiques et protestants.  
En outre, la filiation entre les deux sculptures peut s’expliquer par une volonté de relier l’image du souverain à celle de son père.